# TV Tycoon
TV Tycoon is een computerspel waarin de speler een tv-station moet beheren. Het spel is volledig 2D. Het spel is uitgebracht door eGames in 2004.

## Spelinhoud
Tv Tycoon is een spel waarin de speler een tv-station erft van een overleden grootoom op 13 juni 1954. Het station is op het randje van faillissement. De speler moet het hoofd boven water zien te houden. Men begint met $4.000.000 en heeft een lening van $24.000.000. Men kan uitzenden van 12:00 tot 23:00.

### Programma's
Er zijn verschillende soorten programma's. Als de speler de programma's goed uitzendt, trekt dit meer kijkers. Als voorbeeld moet men een tekenfilm niet om 22:00 uitzenden. Elk programma duurt minimaal een uur. De meeste programma's kan men maar één keer uitzenden, maar series kunnen meerdere keren worden uitgezonden.
De speler begint standaard met de volgende 5 programma's:
| Programma             | Tijd  | Genre     | Uitzendingen |
| --------------------- | ----- | --------- | ------------ |
| Storm the Beach!      | 3 uur | Action    | 1            |
| Our Land              | 1 uur | Education | 4            |
| Liberals Strike BACK! | 2 uur | Education | 1            |
| Last Woman Standing!  | 4 uur | Action    | 1            |
| Sing with Old Joe     | 2 uur | Education | 1            |

### Reclame
Om wat winst te maken moet de speler tijdens programma's reclame maken voor bedrijven. Om geld te krijgen van deze bedrijven moet men een speciaal doel halen zoals een minimumaantal kijkers. Men moet ook de advertentie meerdere malen uitzenden dit wordt ook duidelijk weergegeven. Als de speler kiest om een advertentie in een programma-uur uit te zenden wordt het 3x uitgezonden namelijk om het kwartier met uitzondering van het hele uur.

## Graphics
Het spel bevat 2D-graphics. Als men een programma uitzendt, ziet men een vast plaatje. Er zijn geen bewegende beelden. De graphics zijn opgeslagen als jpg-afbeeldingen en zijn dus makkelijk aan te passen door de spelers.